# Oxyopes lineatus occidentalis
Oxyopes lineatus occidentalis is een spinnenondersoort in de taxonomische indeling van de lynxspinnen (Oxyopidae).
Het dier behoort tot het geslacht Oxyopes. De wetenschappelijke naam van de soort werd voor het eerst geldig gepubliceerd in 1907 door Wladislaus Kulczynski.